# Jasan v Českém Těšíně
Jasan v Českém Těšíně, nazývaný také Jasan ztepilý na nábřeží Míru, je památný soliterní jasan ztepilý (Fraxinus excelsior L.) rostoucí na nábřeží Míru nedaleko česko-polské státní hranice v Českém Těšíně v okrese Karviná. Geograficky se nachází na levém břehu řeky Olše v pohoří Podbeskydská pahorkatina na Těšínsku v Horním Slezsku v Moravskoslezském kraji.

## Historie a popis stromu
Podle údajů z roku 2001:
| Počet:                        | 1                                             |
| Obvod kmene ve výčetní výšce: | 4,1 m                                         |
| Výška stromu:                 | 24 m                                          |
| Ochranné pásmo:               | vyhlášené dle zákona - kruh o poloměru 20,5 m |
| Datum prvního vyhlášení:      | 23. listopadu 2001                            |

## Další informace
Místo je celoročně volně přístupné. V Českém těšíně se nachází ještě jeden památný Jasan v Českém Těšíně na Alšově ulici.

## Galerie

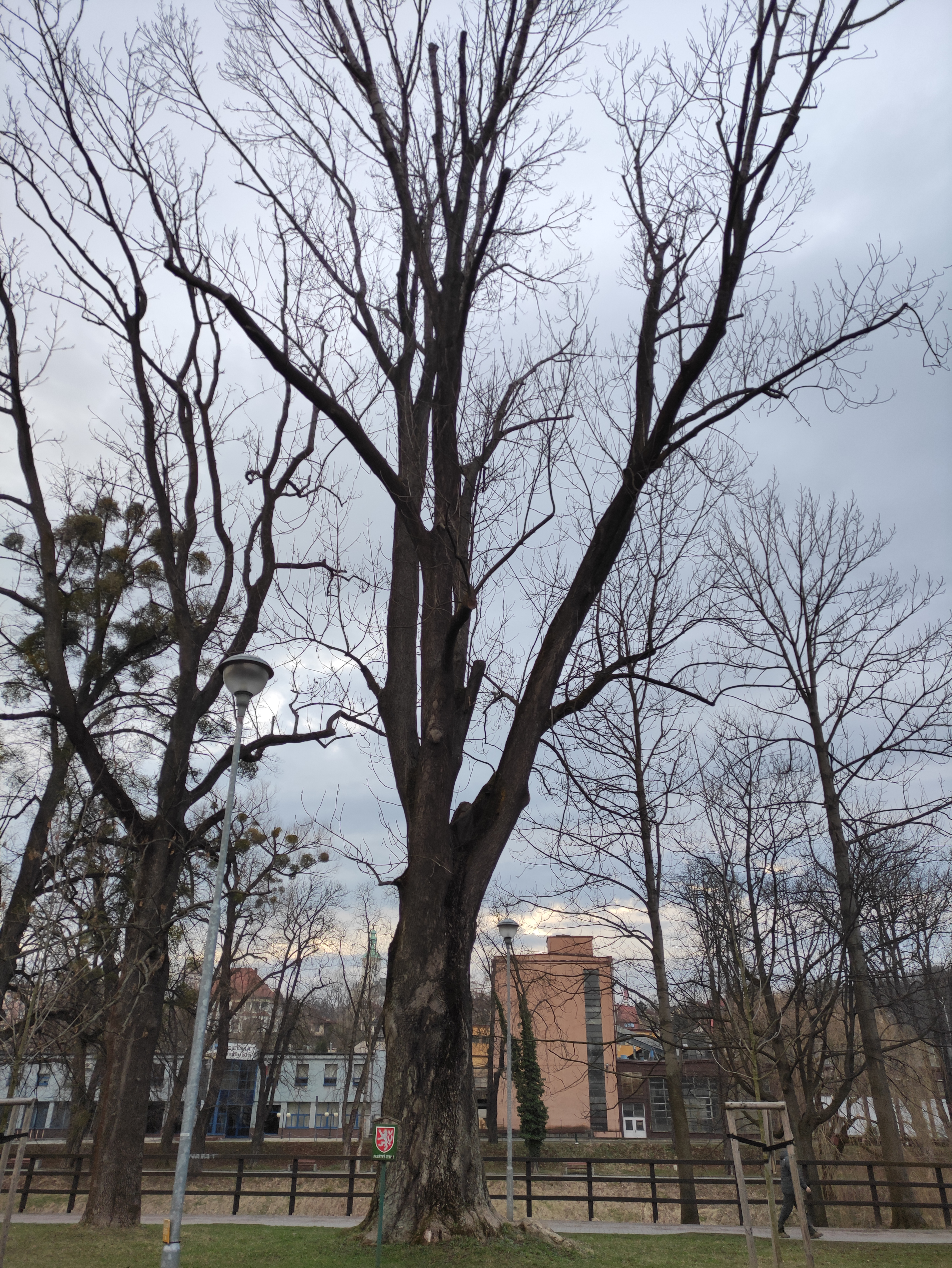
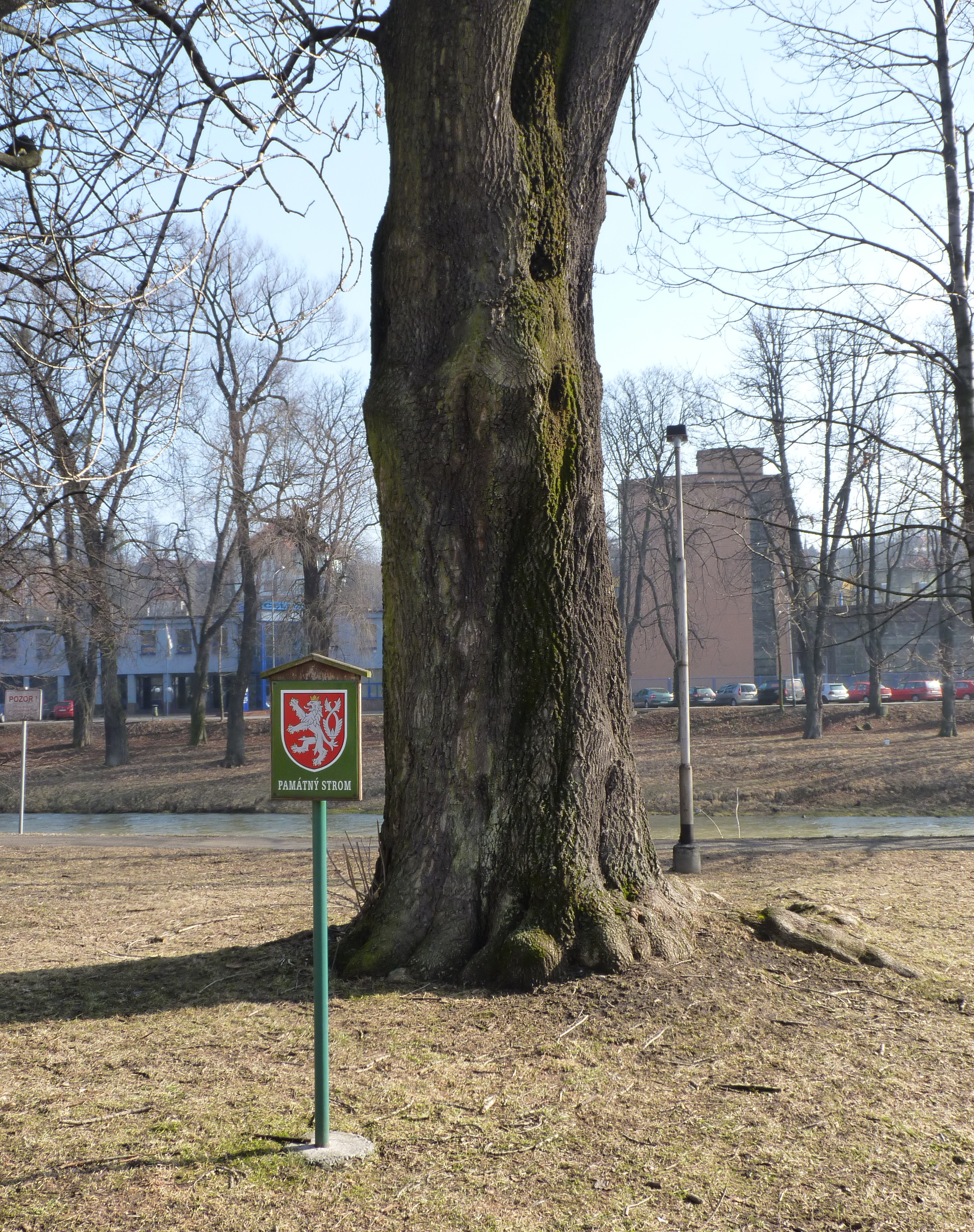